# Méliphage à gouttelettes
Anthochaera chrysoptera
Espèce
Statut de conservation UICN

 LC  : Préoccupation mineure
Le Méliphage à gouttelettes (Anthochaera chrysoptera) est une espèce de passereau méliphage trouvé dans les régions côtières et subcôtières du sud-est de l'Australie.
Il était souvent associé au méliphage mineur qui lui ressemble beaucoup mais vit dans le sud-ouest de l'Australie-Occidentale.

## Sous-espèces
D'après Alan P. Peterson, il en existe trois sous-espèces :
- Anthochaera chrysoptera chrysoptera (Latham) 1802
- Anthochaera chrysoptera halmaturina (Mathews) 1912
- Anthochaera chrysoptera tasmanica (Mathews) 1912

## Galerie

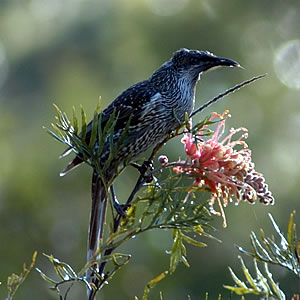
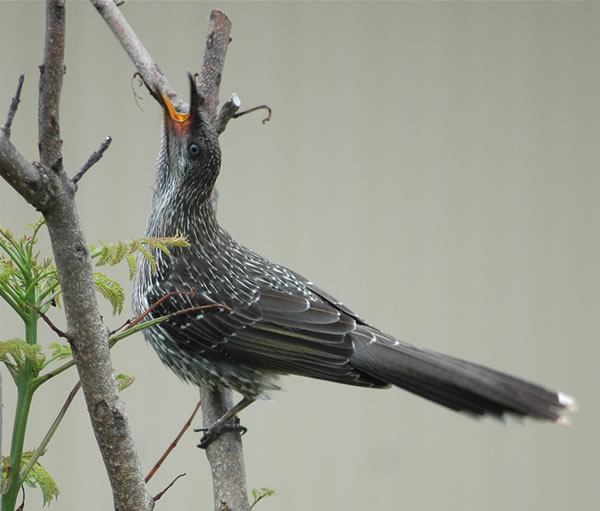